# 음력 10월 16일
음력 10월 16일은 음력 10월의 16번째 날이다.

## 사건
- 1998년 - 전라남도 순천시에서 열렸던 《소년소녀가장돕기 콘서트》 현장에서 여학생 관객이 몰리면서 2명 실신, 10여 명 부상.

## 문화
- 1986년 - KBS 제2FM 가요광장 첫방송.

## 탄생
- 1941년 - 대한민국의 배우 한태일.
- 1964년 - 대한민국의 배우 정진영.
- 1965년 - 대한민국의 가수 한혜진.
- 1969년 - 대한민국의 배우 이범수.
- 1973년 - 대한민국의 권투인 최요삼.
- 1990년 - 일본의 가수 야오토메 히카루.
- 1991년 - 대한민국의 가수,배우 배우희.
- 1993년 - 일본의 배우 키타하라 사야카.
- 1994년
  - 대한민국의 가수 김수찬.
  - 대한민국의 배우 한소희.

## 같이 보기
- 음력 360일: 1월 2월 3월 4월 5월 6월 7월 8월 9월 10월 11월 12월
- 전날:10월 15일 다음날:10월 17일 - 전달:9월 16일 다음달:11월 16일
- 양력:10월 16일
- 음력, 윤달